# Maison du Docteur Sentex
La maison du Docteur Sentex se situe sur la commune de Saint-Sever, dans le département français des Landes. La maison et les mosaïques gallo-romaines qu'elle renferme sont inscrites au titre des monuments historiques par arrêté du 8 juillet 2004.

## Présentation
En 1870, des travaux de voirie au lieu-dit Le Gleyzia, près de Saint-Sever, permettent de mettre au jour le site archéologique de la villa du Gleyzia d'Augreilh datant de la période gallo-romaine.
Léopold Capdeville, aïeul du docteur Sentex, soucieux de la préservation de l'ensemble de mosaïques, l'achète pour en faire le pavement du rez-de-chaussée de sa propriété du 9 place de Verdun.
Ces quatre tapis appartiennent à un style décoratif propre au sud de l'Aquitaine romaine du IVe siècle : composition géométrique, décors centrés, recours à la polychromie.
La maison propose également une exposition de faïences de Samadet et une collection de matériel médical.
La propriétaire actuelle, Christine Moitry, nièce du docteur Sentex ouvre sa maison toute l'année à la visite en partenariat avec l'Office du tourisme. Ce trésor de mosaïques présente des boursouflures du tessellatum et une dislocation des bordures entraînant des lacunes plus ou moins grandes. Des tâches de salpêtre ont fait leurs apparitions provocant un blanchiment des tesselles. Fragilisées et menacées de destruction sans une intervention, elles ne sont plus présentables au public. La propriétaire recherche des amoureux du patrimoine, des partenaires et investisseurs ou mécènes pour sauver ce patrimoine.

## Galerie

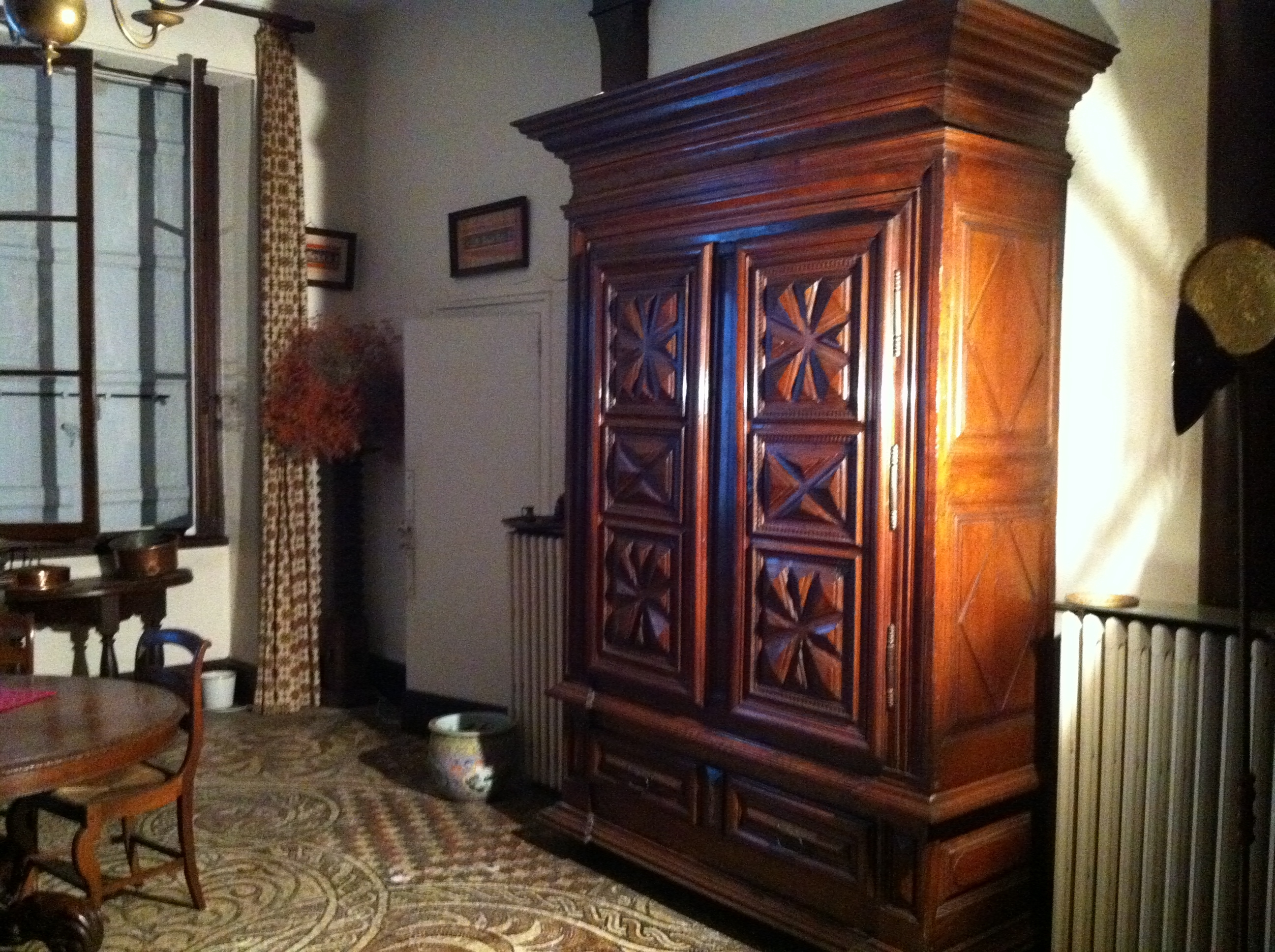
Vue intérieure de la maison du Docteur Sentenx
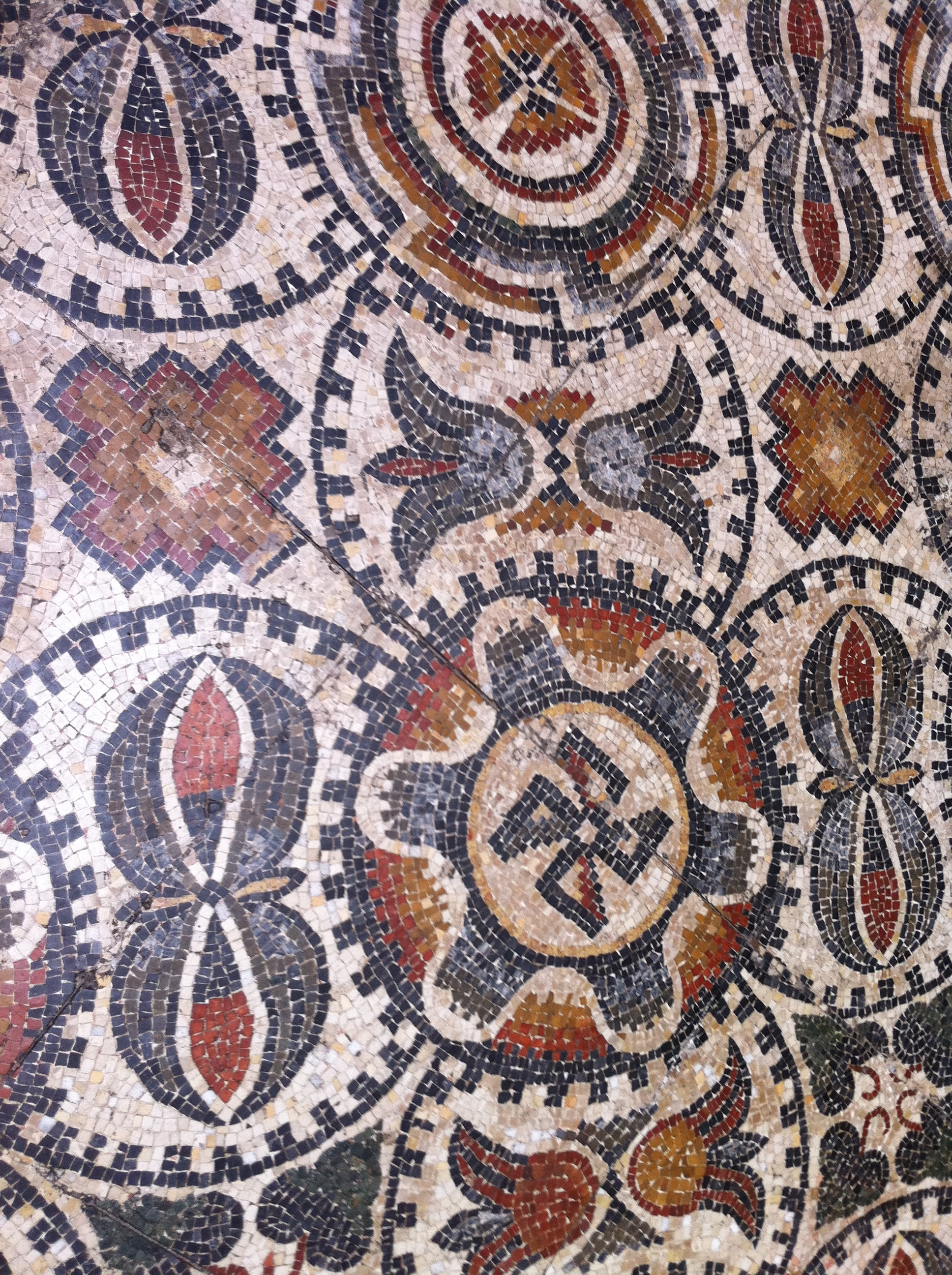
Détail de la mosaïque gallo-romaine classée